# Blok Sava Kovačević
Blok Sava Kovačević је jedan od stambenih blokova u beogradskom naselju Krnjača, koje se nalazi na teritoriji opštine Palilula.
Ovo je najmanji od svih blokova u naselju i prostire se na području između močvare „Veliko Blato“ i potoka „Kalovita“.
Graniči se sa potokom „Kalovita“ i blokom Grga Andrijanović na jugu, blokom Zaga Malivuk na krajnjem istoku, blokom Sutjeska i Zrenjaninskim putem na zapadu i močvarom „Veliko Blato“ na severu.
U zapadnom delu naselja, uz Zrenjaninski put, nalazi se objekat Beogradske industrije piva (BIP).
Naselje je dobilo ime po Savi Kovačeviću, narodnom heroju iz Drugog svetskog rata.
Do naselja se gradskim prevozom može stići autobusima 43, 95, 96, 101, 104, 105 i 106.

## Spoljašnje veze
- Sve vesti iz Krnjače - Internet portal stanovnika Krnjače i Koteža u Beogradu